# Бизнате (Лоди)
Бизнате је насеље у Италији у округу Лоди, региону Ломбардија.
Према процени из 2011. у насељу је живело 46 становника. Насеље се налази на надморској висини од 93 м.